# Intermediär nedärvning
Intermediär nedärvning är ett begrepp inom genetik. När ingen av generna i ett genpar dominerar över den andra utan båda bidrar till organismens fenotyp sägs den påverkade egenskapens nedärvning vara intermediär. De två generna är då lika starka och fenomenet kallas också semidominans.

## Exempel
En blomma med anlag för röd färg (betecknat RR) korsas med en med två vita anlag (VV). Om allelerna nedärvs intermediärt kommer alla avkommorna få en fenotyp som blandas av det båda egenskaperna, i detta fall rosa blomfärg. Exempel på en art där blomfärgen styrs av intermediär nedärvning är (Mirabilis jalapa). Genotypen hos avkommorna kommer alla att vara heterozygota (betecknas RV). Om man sedan gör en syskonparning på avkommorna från föregående parning kommer man att få både röda, vita och rosa blommor i förhållandet 1:2:1, enligt Mendels genetik. Man kommer alltså att få genotyperna RR, RV och VV; observera här att det är bara fenotyperna som blandas, inte genotyperna.